# Галлатин, Альберт
Абрахам Альфонс Альберт Галлатин (англ. Abraham Alfonse Albert Gallatin; 29 января 1761 — 12 августа 1849) — американский государственный и политический деятель швейцарского происхождения, 4-й министр финансов США, дольше всех пробывший на своём посту. Этнолог, лингвист, историк, публицист, дипломат, конгрессмен.

## Ранняя жизнь
Родился в Женеве в богатой семье Жана Галлатена (фр. Jean Gallatin) и Софи Альбертины Роллаз (фр. Sophie Albertine Rollaz). Семья Галлатен имела большое влияние в Швейцарии, и многие её члены занимали важные посты в магистратуре и армии. Отец Галлатина, процветающий купец, умер в 1765 году, а его мать — в апреле 1770 года. Осиротевший Галлатин был взят на попечение мадемуазель Пикте, дальней родственницей отца Галлатина. В январе 1773 года был отправлен на учёбу в элитную Женевскую академию.
В 1779 году получил дипломы естественного философа, математика и переводчика с латинского языка. Галлатин глубоко изучил философию Жан-Жака Руссо, Вольтера и французских физиократов; он был недоволен традиционализмом Женевы. Будучи учеником Просвещения, он верил в природу человека и что, когда человек свободен от социальных ограничений, он проявлял бы благородные качества и большие результаты как в физическом, так и в нравственном плане. Демократический дух Соединённых Штатов привлекал его, и тайно от семьи Альберт вместе со своим одноклассником Анри Серром в апреле 1780 года покинул Женеву. В мае они отплыли из Франции на американском корабле. Они прибыли в Кейп-Энн 14 июля, а уже на следующий день были в Бостоне, проехав тридцать миль верхом.

## Американские путешествия
Устав от монотонной бостонской жизни, мужчины отправились в поселение Мачайас, расположенное на северо-восточной оконечности Мэна. В Мачайасе Галлатин управлял бартерным предприятием. Ему нравилась простая жизнь и окружающая его природа. Зимой 1780-81 гг. Галлатин даже командовал гарнизоном в штате Мэн. Галлатин и Серр вернулись в Бостон в октябре 1781 года, отказавшись от своего бартерного предприятия в Мачайасе. Галлатин начал давать уроки французского языка, чтобы держаться на плаву. Вскоре после этого он отправил письмо мадемуазель Пикте, в котором откровенно написал о бедах, которые он испытывал в Америке. Пикте решила помочь Галлатину, и связалась с доктором Самуэлем Купером, выдающимся бостонским патриотом, внук которого был студентом в Женеве. При содействии Купера, Галлатин смог в июле 1782 года занять должность преподавателя в Гарвардском колледже, где он начал преподавать французский язык.

## Пенсильвания
На первые деньги, заработанные преподаванием, Галлатин купил 370 акров земли в округе Фейетт, штат Пенсильвания, недалеко от Пойнт-Мэриона к югу от Питтсбурга (на момент покупки земля была частью Виргинии), которая, по его мнению, хорошо подходила для сельского хозяйства. Галлатин назвал собственность Фрэндшип Хилл. Он переехал туда в 1784 году. Весной 1789 года Галлатин сбежал с Софией Аллегре (фр. Sophie Allègre), привлекательной дочерью хозяйки дома из Ричмонда, которая не одобряла их отношений. К сожалению, София умерла через 5 месяцев после их брака. Возможными причинами смерти могли быть осложнения после родов или простуда. В течение нескольких лет траура он серьёзно подумывал о возвращении в Женеву. Однако 1 ноября 1793 года он женился на Ханне Николсон (англ. Hannah Nicholson; 1766—1849), дочери влиятельного офицера флота Джеймса Николсона. У пары родились два сына и четыре дочери. Брак оказался политически и экономически выгодным, поскольку Николсоны имели связи в Нью-Йорке, Джорджии и Мэриленде. Поскольку большинство его деловых предприятий оказались безуспешными, Галлатин продал большую часть своей земли, за исключением Фрэндшип Хилл, Роберту Моррису; вместо этого он и его жена будут жить в Филадельфии и других прибрежных городах большую часть своей жизни.
В 1794 году Галлатин узнал о массовой миграции европейцев, бежавших от Французской революции. У него появилась идея создать поселение для этих эмигрантов. На протяжении весны и лета 1795 года Галлатин искал и, наконец, выбрал Порт Уилсон, небольшой речной город, расположенный в одной миле к северу от его Фрэндшип Хилл. В сотрудничестве с четырьмя другими инвесторами, трое из которых также были швейцарцами, Галлатин создал партнёрство «Albert Gallatin & Company». Вместе они приобрели Порт Уилсон, Джорджтаун и пустые участки через реку в Гринсборо. Партнёры назвали свое новое поселение Новой Женевой. С фирменным магазином, стекольным заводом, оружейным заводом, лесопилкой, мельницей, винодельней, ликёро-водочным заводом и лодочной мастерской вдоль Джордж Крик, партнёры стали ждать поселенцев. Однако улучшение ситуации в Европе и экономический спад в 1796-97 годах не принесли ожидаемого богатства партнёрству Галлатина. Единственной успешной задумкой Альберта стал стекольный завод, начавший выпуск продукции 18 января 1798 года. На нём был выдут первый бокал к западу от Аллеганских гор. Стекольный бизнес поначалу приносил маленькую прибыль. Однако к 1800 году бизнес начал развиваться. В 1807 году завод был перенесён в Гринсборо из-за наличия угля в этом районе. Позже в 1816 году Галлатин назвал стекольный завод своей самой «продуктивной собственностью».
Ещё одной отраслью, которая появилась в Новой Женеве, было производство мушкетов. В 1797 году между США и Францией началась необъявленная война. Пенсильвании потребовались мушкеты, штыки и патроны для ополчения. Контракт был предоставлен частным производителям. В январе 1799 года Галлатин подписал контракт на выпуск 2000 мушкетов со штыками. Однако отсутствие квалифицированной рабочей силы и качественной стали, а также плохое управление, тормозили процесс. К апрелю 1801 года было изготовлено всего 600 мушкетов. Поняв, что не справляется, Галлатин передал все договорные обязательства Мельхиору Бейкеру и Аврааму Стюарту.
Из-за экономической паники 1819 года, Галлатин был вынужден продать и свой завод и любимый Фрэндшип Хилл, чтобы покрыть долги.

## Сенатор

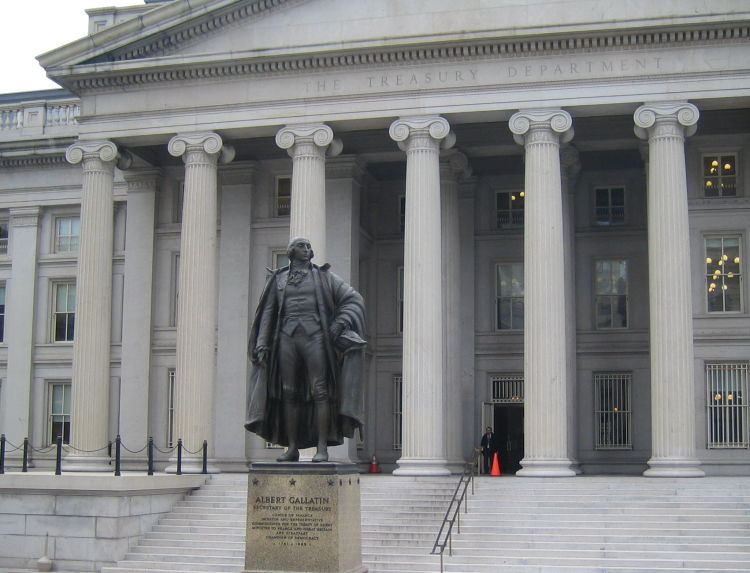
Статуя Галлатина возле здания Министерства финансов США в Вашингтоне

В 1789 году Галлатин был избран в конвент, созванный для пересмотра конституции штата Пенсильвания. В 1793 году в результате выборов он прошёл в Сенат США. 2 декабря 1793 года, когда открылся 3-й Когресс, он принёс присягу, но в тот же день девятнадцать федералистов от штата Пенсильвания подали протест в Сенат о том, что Галлатин не имел минимального девятилетнего гражданства, требуемого для сенатора. После долгих разбирательств дело дошло до голосования в Сенате, где Галлатин был исключён из его рядов 14 голосами против 12. Недолгое пребывание в статусе сенатора, однако, не помешало Галлатину отметиться умелым оппонированием финансовой политики Гамильтона.

## Восстание из-за виски
Вернувшись домой, он обнаружил, что западные пенсильванцы (в основном шотландские ирландцы) недовольны налогом на алкоголь, введённом в 1791 году Конгрессом по требованию Александра Гамильтона, чтобы собрать деньги для погашения государственного долга. Фермеры несли убытки. Ситуация стала ещё взрывоопаснее, когда Вашингтон во главе армии направился подавлять мятеж. В этой ситуации Галлатин не потерял расположение духа; с мужеством и убедительным ораторским искусством он сумел переубедить всех недовольных, и избежать вооружённого столкновения. Галлатин поддержал фермеров относительно предложения по сокращению налога на виски. Конгресс принял это предложение, а затем вообще отменил налог. В награду за это, в 1795 году он был избран в Палату представителей, где стал одним из самых влиятельных лидеров демократическо-республиканской партии.

## Лидер партии
Галлатин был главным оратором партии Джефферсона по финансам в Палате представителей с 1795 года. В 1797 году он сменил Мэдисона, ушедшего в отставку, на посту лидера партии в Палате представителей, которая теперь известна как лидер большинства в Палате представителей. Он решительно выступал против национальных программ Федералистской партии, а также Договора Джея 1795 года, который, по его мнению, был выгоден только британцам. Также выступал против закона об иностранцах и подстрекательстве к мятежу.
Как лидер партии, Галлатин оказывал большое давление на министра финансов Оливера Уолкотта. Он также помог учредить Комитет по финансам Палаты представителей (который эволюционировал в Комитет по путям и средствам). Его меры по сокращению военно-морских ассигнований в этот период были встречены с яростной враждебностью со стороны федералистов, которые обвинили его в том, что он был французским шпионом.

## Министр финансов
Мастерство Галлатина в государственных финансах, способность, редкая среди членов партии Джефферсонов, привела к его автоматическому выбору в качестве Секретаря казначейства Томасом Джефферсоном, несмотря на противодействие со стороны Федералистов, считавших его «иностранцем» с французским акцентом. Он был назначен секретарём в мае 1801 года, и утверждён Сенатом в январе 1802 года. Оставался в должности по май 1814 года под руководством президентов Томаса Джефферсона и Джеймса Мэдисона, самый долгий срок пребывания на этом посту в американской истории. Поскольку Джефферсон и Мэдисон проводили большую часть летних месяцев в своих поместьях, Галлатину часто приходилось руководить деятельностью федерального правительства. Он также выступал в качестве модератора речей и политики Джефферсона, в одном случае убедив Джефферсона воздержаться от призывов к отмене пункта об общем благосостоянии.
Джефферсон и Галлатин сосредоточились на государственном долге, который представлял угрозу для республиканских ценностей. Они были потрясены тем, что Гамильтон увеличивал государственный долг и использовал его, чтобы укрепить свою федералистскую базу.
Государственный долг рассматривался как показатель потерь и коррупции, и джефферсонианцы хотели, чтобы он был полностью выплачен. Они также хотели купить Луизиану и сразиться с Великобританией, и Галлатину удалось финансировать эти грандиозные цели, но он не мог одновременно погасить долг. В 1801 году долг составлял 80 миллионов долларов. Галлатин выделил три четверти федеральных доходов для его сокращения. Несмотря на то, что он потратил 15 миллионов долларов на покупку Луизианы и потерял доходы с налога на виски, когда тот был отменён в 1802 году, Галлатин сократил долг до 45 миллионов долларов. Правительство сэкономило деньги, оставив флот и армию маленькими и плохо экипированными. Галлатин неохотно поддержал эмбарго Джефферсона 1807—1808 годов, которое пытались использовать для экономического принуждения изменения британской политики, но не смогли добиться этого. Война 1812 года оказалась дорогой, и долг взлетел до 123 миллионов долларов, даже с обременительными новыми налогами.
Галлатин помог спланировать экспедицию Льюиса и Кларка, наметив область, которую нужно изучить. Найдя источник реки Миссури в нынешнем Три-Форкс, Монтана, капитаны Льюис и Кларк назвали восточную часть трёх притоков в честь Галлатина; два других были названы в честь президента Джефферсона и Джеймса Мэдисона, государственного секретаря (и следующего президента).
В 1808 году Галлатин предложил впечатляющую программу внутренних улучшений на сумму 20 млн долларов, в которую входила постройка дорог и каналов вдоль побережья Атлантического океана и через Аппалачи, которая будет финансироваться федеральным правительством. Это было что-то новое, и многие считали эту программу откровенно неконституционной. Она была отвергнута «старой республиканской» фракцией его партии, которая абсолютно не доверяла национальному правительству, к тому же, не было денег, чтобы заплатить за неё. Большинство предложений Галлатина в конечном итоге были реализованы спустя годы, но это было сделано не федеральным правительством, а местными органами власти и частными организациями. Также Галлатин решительно возражал против создания военно-морского флота и одобрил план Джефферсона по использованию небольших канонерских лодок для защиты крупных портов. План провалился в войне 1812 года, когда англичане беспрепятственно высадились рядом с гаванями.
В 1812 году США были финансово не готовы к войне. Демократо-республиканцы позволили Первому банку Соединённых Штатов прекратить свою работу в 1811 году несмотря на возражения Галлатина. Ему пришлось отправить 7 миллионов долларов в Европу, чтобы расплатиться с иностранными акционерами, как раз в то время, когда нужны были деньги для войны. Тяжелые военные расходы на войну 1812 года и снижение тарифных доходов, вызванных эмбарго и британской блокадой, отрезали законную торговлю (было много контрабанды).
В 1813 году у казначейства были расходы в размере 39 млн долларов, а доход — всего 15 млн. Несмотря на гнев Конгресса, Галлатин был вынужден вновь ввести Федералистские налоги, которые он осуждал в 1798 году, такие как налоги на виски и соль, а также прямой налог на землю и рабов. При отсутствии национального банка и отказа финансистов Новой Англии дать деньги для ведения военных действий, Галлатин прибегнул к инновационным методам финансирования войны. В марте 1813 года он инициировал государственные займы. Таким образом удалось получить 16 млн долларов. Ему удалось профинансировать дефицит в размере 69 млн долларов по облигационным займам и тем самым оплатить прямые затраты на войну, которые составили 87 млн долларов. Также им было принято решение о необходимости создания национального банка, который он помог учредить в 1816 году.

## Дипломат
Когда в 1813 году Россия предложила своё посредничество между США и Великобританией, Галлатин был назначен чрезвычайным послом в Санкт-Петербург, а затем, вследствие требования Британии о ведении переговоров непосредственно с правительством Соединённых Штатов, он подал в отставку с поста министра финансов и отправился в Гент, где подписал мирный договор. Его терпение и умение общаться не только с англичанами, но и со своими коллегами из американской комиссии, включая Генри Клея и Джона Куинси Адамса, сделало Договор «особым и своеобразным триумфом г-на Галлатина».
В 1815 году Галлатин вёл переговоры о заключении торгового договора с Англией. Отклонив новое назначение на пост министра финансов, в 1816—1823 годах Галлатин был американским послом в Париже, изо всех сил стараясь улучшить отношения с правительством Бурбонов.

## Политическая жизнь
Галлатин вернулся в Америку в 1823 году и был выдвинут на пост вице-президента от Демократическо-республиканской партии, которая избрала Уильяма Кроуфорда своим кандидатом в президенты на выборах 1824 года. Галлатин не хотел участвовать в избирательной кампании и был унижен, когда его заставили выйти из гонки, потому что ему не хватало народной поддержки. Однако Галлатин был встревожен возможностью, что президентом может стать Эндрю Джексон, «человек военных привычек, пренебрегающий законами и конституционными положениями, совершенно непригодный для поста».
Галлатин вернулся домой в Пенсильванию, где жил до 1826 года. В 1825 году Галлатин отказался вернуться на должность министра финансов, когда ему предложил должность президент Джон Куинси Адамс.
Галлатин выступал против американского господства на североамериканском континенте, опасаясь, что это приведет к созданию империи, что, по его мнению, будет вредно для республиканских институтов страны.
К 1826 году между Соединёнными Штатами и Великобританией было много споров вокруг бассейна реки Колумбия на северо-западном побережье. Галлатин выдвинул утверждение в пользу американской стороны, изложив то, что было названо «принципом смежности» (англ. principle of contiguity) в его заявлении под названием «Земля к западу от Скалистых гор» (англ. The Land West of the Rockies). В нём говорилось, что земли, прилегающие к уже оседлой территории, могут быть обоснованно заявлены оседлой территорией. Этот аргумент являлся ранней версией доктрины «явного предначертания Америки». Этот принцип стал правовой предпосылкой, с помощью которой Соединённые Штаты могли претендовать на земли на западе. В 1826 и 1827 годах он был послом в Великобритании и работал над несколькими полезными соглашения, такими, как десятилетнее продление совместной оккупации штата Орегон.

## Поздняя жизнь
Затем Галлатин поселился в Нью-Йорк, где в 1831 году основал университет города Нью-Йорка, который в 1896 году был переименован в Нью-Йоркский; теперь это один из крупнейших частных университетов в Соединённых Штатах. Приверженец свободы торговли, Галлатин принимал деятельное участие в филадельфийском конвенте по этому вопросу.
Его последним великим делом было создание Американского этнологического общества (AES). Изучая языки коренных американцев, он был назван «отцом американской этнологии».
На протяжении своей карьеры Галлатин интересовался индейскими языками и культурой. Он обратился к правительственным контактам в своих исследованиях, собрав информацию через Льюиса Касса, исследователя Уильяма Кларка и Томаса МакКенни из Бюро по делам индейцев. Галлатин установил личные отношения с лидером племени чероки Джоном Риджем, который предоставил ему информацию о лексике и структуре языка чероки. Исследование Галлатина привело к двум опубликованным работам: «Таблица индийских языков Соединенных Штатов» (англ. A Table of Indian Languages of the United States; 1826) и «Синопсис индейских племен Северной Америки» (англ. Synopsis of the Indian Tribes of North America; 1836). Его исследования привели его к выводу, что народы Северной и Южной Америки были лингвистически и культурно связаны, и что их общие предки мигрировали из Азии в доисторические времена.
В 1842 году Галлатин присоединился к Джону Расселу Бартлетту, чтобы основать AES. В политике Галлатин выступал за ассимиляцию коренных американцев в европейское американское общество, поощряя федеральные усилия в области образования, ведущие к ассимиляции, и отрицание аннуитетов для коренных американцев, перемещенных в результате западной экспансии. С 1848 года Галлатин был президентом AES.

## Смерть
Галлатин умер 12 августа 1849 года Галлатин в Астории, теперь в Квинсе, Нью-Йорк в возрасте 88 лет. До своей смерти Галлатин был последним живым членом Кабинета Джефферсона и последним живым сенатором XVIII века.

## Публикации
Исторические исследования Галлатина об условиях жизни индейцев в Северной и Центральной Америке пользовались относительной известностью: «Synopsis of the Indian tribes within the United States and in the British and Russian possessions in North America», составляющие 2-й том трудов Общества американских древностей («Transactions and collections of the American antiquarian society», Вустер, 1836), и "Semi-civilized nations of Mexico, Yukatan and Central-America, with conjectures on the origin of semi-civilisation in America; (в «Transactions» Нью-Йоркского этнологического общества, т. 1 — 3, 1845-52). Изданные им брошюра «Memoir on the North-Eastern Boundary» (Нью-Йорк, 1843) по спорному вопросу об Орегонской области (Галлатин был за присоединение её к США) и брошюра о войне с Мексикой, где он выступал против войны, разошедшаяся в количестве 150 тысяч экземпляров, имели заметное влияние на общественное мнение по этому вопросу.

## Память
Заслуги Галлатина перед страной как министра финансов были увековечены, когда в 1805 году Мериуэзер Льюис назвал один из трех истоков реки Миссури именем «Галлатин».
Перед зданием министерства финансов США установлена его статуя.